# Bernard Schmeltz
Pour les articles homonymes, voir Schmeltz.
Ne doit pas être confondu avec Bernard Schmetz.
Bernard Schmeltz, né le 12 avril 1961 à Paris 15e, est un haut fonctionnaire français, successivement préfet de département et préfet de région.

## Biographie

### Famille
Bernard Schmeltz est né à Paris d'un père d'origine alsacienne, membre du Conseil d’État, et d'une mère corrézienne. Il est marié et père de deux enfants.

### Formation
Titulaire d'une licence en sciences économiques, d'une maîtrise en droit public, d'un diplôme d'études approfondies de l’institut d'études politiques de Paris, il est diplômé de l'ENA en 1988 (Promotion « Michel de Montaigne »),.

## Carrière

### Haut-fonctionnaire
En juin 1988, il est promu administrateur civil de 2e classe affecté au ministère de l'Intérieur, puis nommé sous-préfet de 2e classe, chef de cabinet du préfet de la région Île-de-France, préfet de Paris le 29 septembre suivant. Il est nommé directeur du cabinet du préfet du Finistère le 16 mai 1989, puis secrétaire général de la préfecture de la Haute-Loire le 2 mai 1991. Le 12 juin 1992, il est nommé inspecteur à l'inspection générale des finances.
Le 1er janvier 1993, il est promu administrateur civil de 1ère classe puis nommé chef de cabinet du ministre d’État, ministre de l'intérieur et de l'aménagement du territoire le 17 septembre 1994. Le 1er janvier 1995, il est promu administrateur civil hors-classe.
Il est nommé sous-préfet de 1re classe, secrétaire général de la préfecture d'Indre-et-Loire le 6 juin 1995, puis promu sous-préfet hors classe le 1er janvier 1998. Le 20 février 2000, il est réintégré administrateur civil hors classe, nommé chargé de fonctions de sous-directeur du recrutement et de la formation. Le 28 avril 2002, il est reclassé administrateur civil hors classe, puis chef du service des étrangers et de la circulation transfrontière le 27 septembre 2002. Il est nommé directeur des ressources humaines du ministère de l'intérieur et de l'aménagement du territoire le 3 mars 2005.

### Préfet
Il est nommé préfet de Lot-et-Garonne le 15 février 2010, succédant à Lionel Beffre. Il défend le projet de Ligne à grande vitesse, et établit le projet de schéma départemental de coopération intercommunale, la loi prévoyant que les communes devant rassembler au moins 5 000 personnes entraînant une réduction du tiers de nombre de structures, et doit gérer le soutien à l'entreprise des parquets Marty .
Puis le 2 janvier 2012, il prend ses fonctions de préfet de la Vendée.
Il doit notamment gérer les conséquences de la tempête Xynthia et le projet controversé de port de plaisance de Bretignolles-sur-Mer, pour lequel la commission d’enquête avait délivré un avis négatif. En août 2012, il rend public le plan de prévention du risque inondation (PPRI) pour les deux communes de La Faute-sur-Mer et L’Aiguillon-sur-Mer frappées par la tempête Xynthia en février 2010, il a fait inclure une prévision de hausse du niveau des mers ramenée de 100 à 60 centimètres, mais il est cependant contesté par certains habitants devant être expropriés qui lui reprochent de rester « droit dans ses bottes ». En octobre 2012, il poursuit la présentation du PPRI à Noirmoutier-en-l'Île et déclare : « Nous n’arrivons pas droit dans nos bottes ! Pas de certitudes mais des convictions, avec un objectif : pas de pertes humaines ». Quatre ans après Xynthia, les expropriations avancent, pas sans les protestations des derniers résidents.
Nommé préfet de l'Essonne le 26 août 2013, il assume la création de la communauté d'agglomération Grand Paris Sud Seine-Essonne-Sénart , et il doit y gérer les dossiers de la Base aérienne 217 Brétigny-sur-Orge de la radicalisation contre lequel il organise la formation de 3500 personnes et du Plan vigipirate .

### Préfet de région
Après l'Essonne, il est nommé, le 17 mai 2016, préfet de région de la Corse et préfet de la Corse-du-Sud. Il lance - parmi autres choses - dans le contexte du mouvement nationaliste le dicton « Il n'y a pas d'Etat colonial en Corse » . Il s'oppose à la discrimination formulée par des nationalistes dans une charte pour l'emploi local. À l'occasion d'une visite de Marine Le Pen du Front national, il a sous sa responsabilité les mésures de sécurité par rapport aux manifestations de séparatistes et aux contre-manifestations,,,.
Dans sa fonction de préfet de région, il est délégué de France Agrimer en Corse. Il participe activement à la lutte contre la Flavescence dorée sur l'île et il gère la crise de Xylella fastidiosa,.
Pendant son séjour, a été mise en place dans le cadre de la Loi portant nouvelle organisation territoriale de la République le 1er janvier 2018 la Collectivité de Corse, une Collectivité territoriale unique.
Le 22 mai 2018, il est nommé préfet de région de Bourgogne-Franche-Comté et préfet de la Côte-d'Or. Il commence sa mission avec le dicton «La loi n'est pas un élément de négociation» . Dans cette région aussi délégué de France Agrimer, il y continue la lutte contre la Flavescence dorée et il intervient pour une libération de fonds de l'État pour la Route Centre Europe Atlantique qui permet d'ouvrir cette route 6 ans plus tôt,. Fin août 2018, après l'expulsion de 67 étrangers en quête d'asile du squat Stalingrad à Dijon, il s'explique : « ces personnes ne sont pas des délinquants, bien qu'elles soient en contradiction parfois avec les règles d'entrée sur le territoire ».
En septembre 2021, il est nommé directeur général de l'Assemblée des départements de France.

## Récompenses et distinctions

### Décorations
- Officier de la Légion d'honneur, promu officier le 13 juillet 2016[34]
  -  Chevalier de la Légion d'honneur, le 6 avril 2007[35]
- Officier de l'ordre national du Mérite, promu officier le 14 mai 2013[36].
  -  Chevalier de l'ordre national du Mérite, le 14 mai 2004[37]